# Adam Kasper Mierosławski
 (février 2017).
Si vous disposez d'ouvrages ou d'articles de référence ou si vous connaissez des sites web de qualité traitant du thème abordé ici, merci de compléter l'article en donnant les références utiles à sa vérifiabilité et en les liant à la section « Notes et références ».
Adam Kasper Mierosławski, né le 22 décembre 1785 à Roszki et mort le 16 novembre 1837 à Bar-le-Duc, est un officier polonais ayant servi durant les guerres napoléoniennes.

## Biographie
Officier du Duché de Varsovie, adjudant-Général de Louis Nicolas Davout, il est le père de Adam et Ludwik Mierosławski. 

## Distinctions
- Chevalier de la Légion d'honneur
- Chevalier dans l'Ordre militaire de Virtuti Militari